# WASP-12
WASP-12 は、ぎょしゃ座の方向に約1,300光年離れた位置にある11等級の恒星である。3つの恒星から構成される三重連星系であり、主星の WASP-12A の周囲には太陽系外惑星が公転していることが知られている。

## 特徴
| 太陽 | WASP-12A  |
| ---- | --------- |
| 太陽 | Exoplanet |

主星の WASP-12A は太陽の約1.43倍の質量と約1.66倍の半径を持つG型主系列星で、スペクトル分類上は G0V 型に属する。ヘリウムよりも重元素の含有量が多く、金属量 [Fe/H] の値は 0.33 となっており、これは太陽の2倍以上の重元素が含まれていることを示している。不確実性が大きいが、形成されてから約17億年が経過しているとみられる。
2008年の時点では WASP-12 の周囲から1分角以内の範囲に伴星と思われる天体は検出されず、WASP-12 は単独の恒星であると考えられていたが、2011年に WASP-12 から 1.047 ± 0.021 秒離れた位置に微かな伴星と思われる天体が検出された。2012年の研究では、W・M・ケック天文台による観測で得られた近赤外線スペクトルから、この伴星がスペクトル分類においてM型の赤色矮星であることが確かめられた。この研究において、この伴星は便宜的に Bergfors-6 と呼称している。しかし、主星と同じ距離にある赤色矮星であると考えるには明るすぎる天体であるとされていた。そして2014年の研究で、伴星 Bergfors-6 が2つの赤色矮星から構成される天体であったことが確かめられ、主星を WASP-12A としてこれらの赤色矮星は WASP-12B と WASP-12C と呼称されている。この2つの赤色矮星は互いに 84.3 ± 0.6 ミリ秒（21 ± 3 au）離れており、両者共に太陽の約4割の質量を持つ。スペクトル分類も共に M3V型 とされ、地球上から観測される明るさもほぼ同等である。

## 惑星系

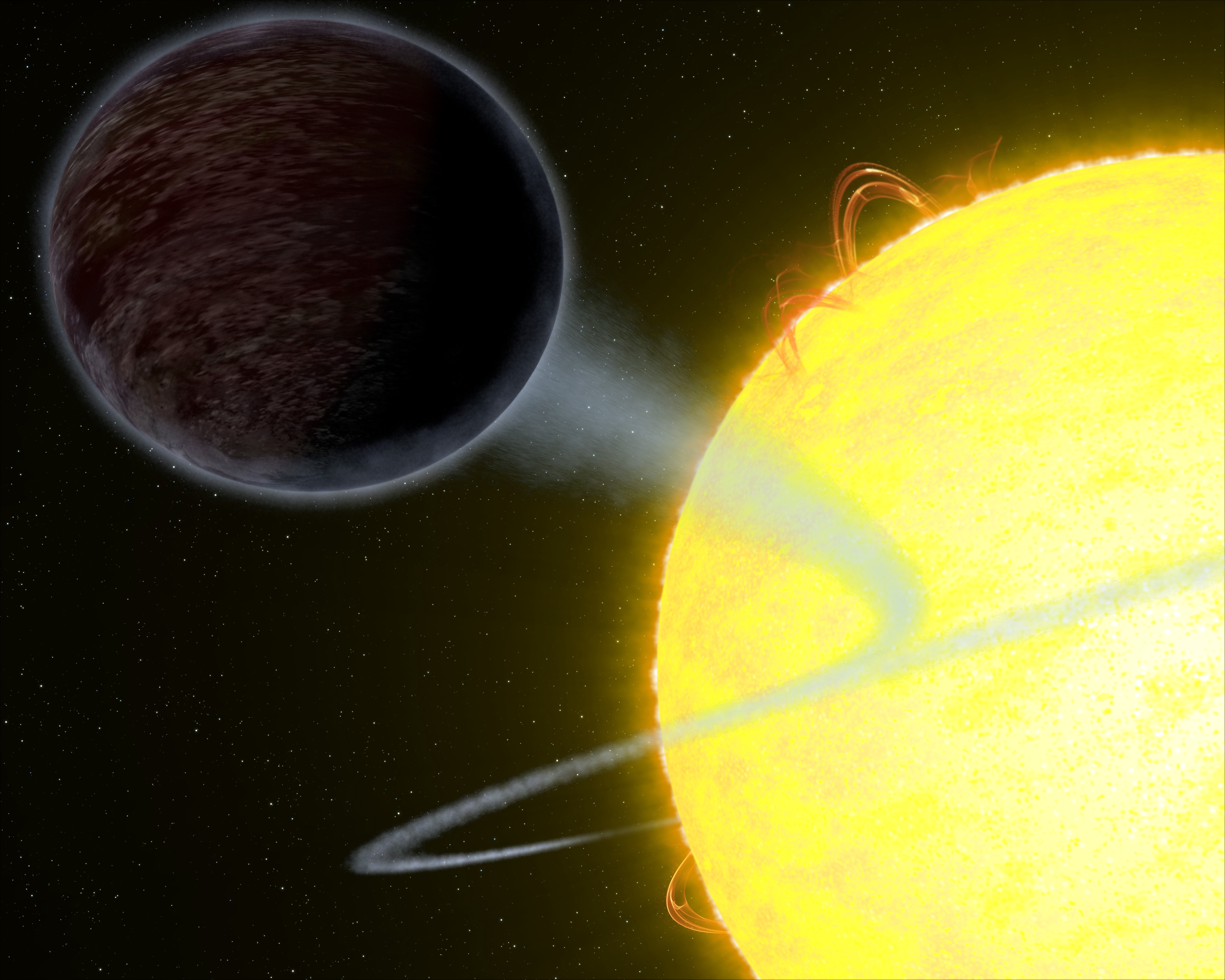
主星に吸収される過程にある WASP-12b の想像図
提供: NASA, ESA, and G. Bacon (STScI)

2008年、トランジット法を用いて太陽系外惑星の捜索を行っているスーパーWASP計画による観測から、主星の WASP-12A の周囲を公転する惑星 WASP-12b（もしくは WASP-12Ab）が発見された。質量や半径は木星よりも大きいが、主星の周囲をわずか1日余りの公転周期で公転しているホット・ジュピターである。至近距離にある主星からの強い潮汐力の影響で大気が主星に吸収されている様子がハッブル宇宙望遠鏡による観測から明らかになっており、質量損失の割合から遅くとも今後10億年以内には WASP-12b は完全に主星に飲み込まれて破壊されるとみられる。また、主星から入射する光の約 94% を吸収するほど外観が暗い惑星であることが知られている。天文学者のウラジミール・リラは、WASP-12b を Vulcan という名前で呼ぶことを提案している。
WASP-12b がトランジット（主星面通過）を起こす際に、そのタイミングに変化（トランジットタイミング変化）が生じることが報告されており、これを受けて2013年には木星の1割程度の質量を持つ惑星が WASP-12b の外側を公転していればこの事象を上手く説明できるとした研究結果が発表された。動的分析から、WASP-12A 系内にこの2つの惑星が存在していても長期間に渡って安定して存在できるとされていたが、2017年にアストロノミカルジャーナルに掲載された WASP-12b のトランジットタイミング変化について再度分析した研究では、WASP-12A 系内に WASP-12b 以外の惑星が存在しているという説得力のある証拠は得られなかったと発表されている。
| 名称 （恒星に近い順） | 質量                  | 軌道長半径 （天文単位）  | 公転周期 (日)         | 軌道離心率    | 軌道傾斜角        | 半径                  |
| --------------------- | --------------------- | ------------------------ | --------------------- | ------------- | ----------------- | --------------------- |
| b                     | 1.470+0.076 −0.069 MJ | 0.02340+0.00056 −0.00050 | 1.0914203 ± 0.0000001 | 0.049 ± 0.015 | 83.37+0.72 −0.64° | 1.900+0.057 −0.055 RJ |
| c (候補)              | 0.098 ± 0.009 MJ      | 0.0507 ± 0.0018          | 3.58484 ± 0.00011     | 0.284 ± 0.002 | —                 | —                     |